# John Wick (personnage)
Pour les articles homonymes, voir John Wick.
 (décembre 2019).
- Si vous ne connaissez pas le sujet, laissez ce bandeau (vous pouvez alors contacter les auteurs).
- Si vous supprimez le contenu mis en cause (vous pouvez préalablement contacter les auteurs),

argumentez précisément cette suppression dans la page de discussion
(un manque de référence n'est pas un argument ; une recherche réelle de référence doit avoir été effectuée, être formellement documentée).
Jonathan « John » Wick est un personnage créé par Derek Kolstad. Il est interprété au cinéma par Keanu Reeves dans la franchise John Wick.
John Wick apparait comme un assassin qui a pris sa retraite pendant 4 ans, jusqu'à ce qu'un gang envahisse sa maison, vole sa voiture et tue son chien, dernier souvenir de son épouse décédée. Il va alors reprendre les armes et se venger.

## Biographie fictive
L'histoire de John Wick est en grande partie inconnue. De son vrai nom Jardani Jovonovich, il nait en ex-Union soviétique de parents d'origines biélorusses koryo-saram. Ses parents meurent quand il est tout jeune. Il est recueilli par un vieil ami de son père, qui devient son mentor. Il est ensuite accueilli par l'organisation biélorusse Ruska Roma (en) et a été élevé par son chef, le Directeur, une jeune femme qui a élevé Jardani comme son fils et l'a entraîné en tant qu'assassin d'élite. Il se rend ensuite pour l'organisation à New York. Sous la supervision du Directeur, Jardani est formé comme assassin. Il acquiert de nombreuses compétences, dont les arts martiaux, les armes à feu, les armes blanches, la conduite tactique, l'infiltration, l'évasion ; il est reconnu comme un expert redoutable dans chacun de ces domaines. À un moment donné, Jardani prend le nom de John Wick pour des raisons inconnues et quitte la Ruska Roma.
Il devient un tueur à gage craint et impitoyable que ses cibles appellent Baba Yaga, en référence à une figure de contes russes. John Wick est souvent reconnu pour sa concentration et sa détermination. Ses prouesses au combat étaient telles qu’il a déjà tué trois hommes dans un bar avec un simple crayon, cette anecdote ayant fait sa renommée. Finalement, John a rencontré une femme nommée Helen et en est tombé amoureux. Dans l'espoir de laisser derrière lui son passé de tueur à gages et de mener une vie normale, John a rencontré le chef de la mafia russe, Viggo Tarasov, qui a accepté d’exaucer son souhait s'il réussissait une certaine mission. La nature exacte de la tâche n’est jamais précisée, mais elle a toujours été décrite comme « impossible » par plusieurs personnes. Pour accomplir cette tâche, John a eu besoin de l'aide du fils du dirigeant de la Camorra, Santino D'Antonio. Viggo Tarasov a déclaré que les corps enterrés par Wick ce jour-là ont posé les bases de ce que son organisation criminelle est aujourd'hui, ce qui implique que Wick a éliminé tous ses principaux rivaux pour lui (un exploit que Tarasov pensait vraisemblablement irréalisable et qui aurait conduit à la mort de l'assassin).. Après avoir achevé sa « mission impossible », John Wick prend sa retraite d'assassin et s'installe avec son épouse Helen. Il enferme ses armes et ses pièces d'or, monnaie d'échange dans le milieu souterrain des tueurs, dans une malle sous le béton de sa cave.

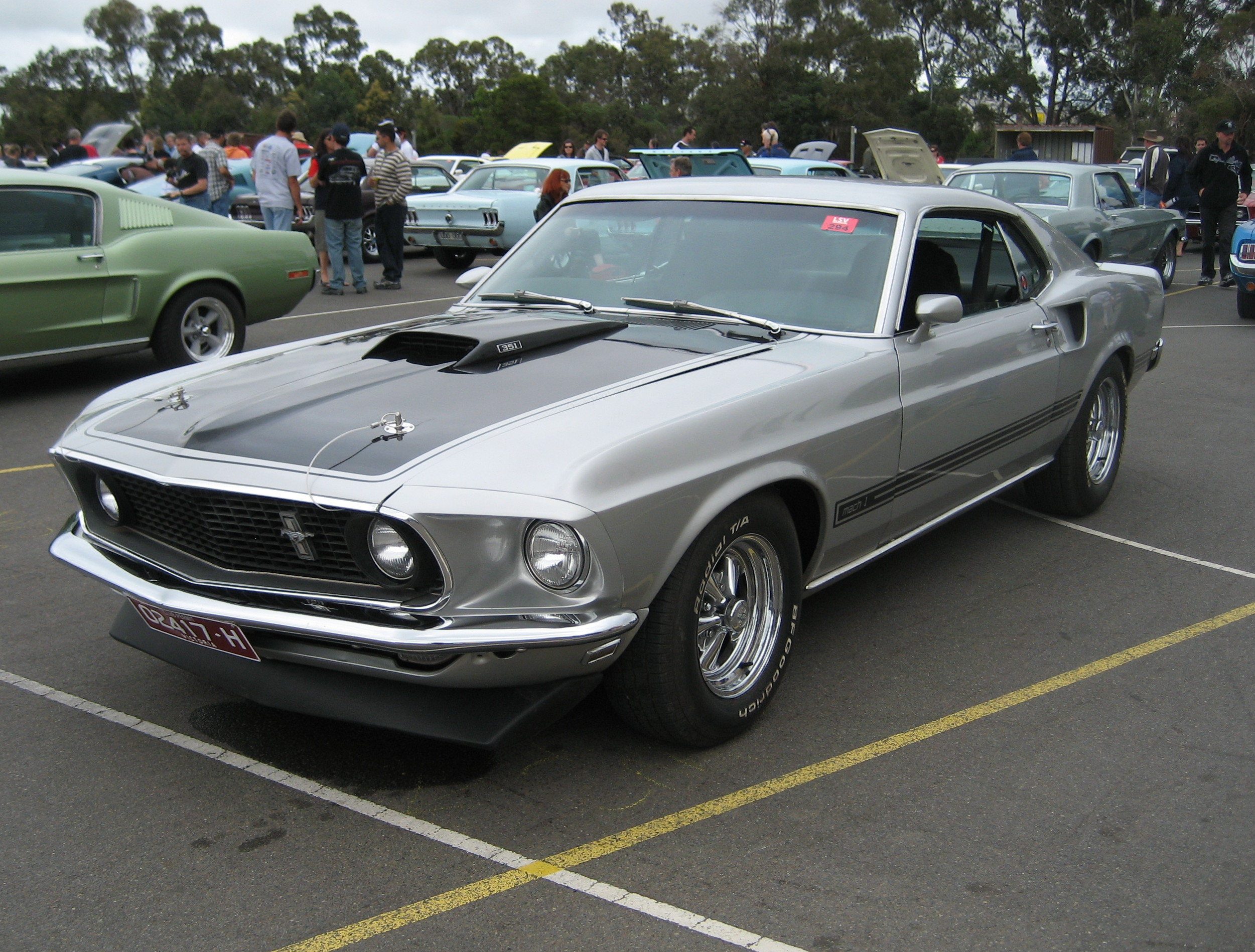
Une Ford Mustang Mach 1 de 1969 assez similaire à celle de John Wick.

### John Wick(2014)
John Wick vient de perdre sa femme Helen, décédée des suites d'une longue maladie. Peu après l'enterrement, John reçoit un colis, contenant un chiot femelle beagle nommée Daisy et une lettre : il s'agit d'un cadeau posthume d'Helen pour l'aider à surmonter sa disparition. John s'attache à Daisy et l'emmène faire un tour à bord de sa Ford Mustang Mach 1 de 1969. Dans une station d'essence, il rencontre un trio de mafieux russes, dont le meneur, Iosef, intéressé par la voiture, insiste pour que John lui vende. Il refuse et répond à l'insulte en russe de Iosef dans la même langue. Le soir même, il est agressé dans sa maison par Iosef et sa bande qui l'ont suivi jusque chez lui. Ils volent la Mustang et tuent Daisy. Le lendemain, Iosef apporte la voiture au garage d'Aurelio, afin de la modifier, mais ce dernier, comprenant à qui elle appartient et ayant appris la manière dont Iosef se l'est appropriée, le frappe et refuse de la prendre. Peu de temps après, Wick rend visite à l'atelier d'Aurelio qui lui apprend que Iosef est le fils de Viggo Tarasov. John décide malgré tout de se venger et en raison de sa dangerosité, Viggo décide d'envoyer un groupe de 12 tueurs dans sa maison pour l'abattre mais le célèbre assassin parvient à tous les tuer.
Se rendant par la suite à New York, John se rend à l'hôtel Continental, un établissement dans lequel séjournent des assassins dans lequel aucun meurtre ne peut avoir lieu. Informé de la location de Iosef dans une discothèque appartenant à Viggo, John s'y rend pour éliminer le jeune homme mais la garde rapprochée de celui-ci l'en empêche et il retourne finalement au Continental pour récupérer des blessures encourues durant le combat. Cependant, Viggo ayant mis un contrat de 2 millions de $ sur sa tête, une des clients de l'hôtel, Miss Perkins, décide d'enfreindre le règlement de l'hôtel en essayant de le tuer dans sa chambre. Après un affrontement sauvage, John soumet son ancienne collègue et la force à lui révéler où Viggo cache son argent. Il décide par la suite de brûler cet argent mais est en retour capturé par Viggo, qui le laisse finalement entre les mains de ses hommes. Parvenant à s'enfuir, John force Viggo à lui avouer où il cache Iosef et réussi enfin à tuer le fils du mafieux. Sa vendetta prend finalement fin lorsqu'il tue Viggo à son tour mais, blessé au couteau dans leur combat, il se rend dans une clinique vétérinaire pour se soigner et repart finalement avec un pitbull qu'il décide d'adopter.

### John Wick 2(2017)
Quatre jours après s'être fait attaquer par Viggo Tarasov et son fils, John Wick retrouve la trace de sa Mustang Mach 1 dans un atelier de voitures volées appartenant à Abram Tarasov, frère de Viggo. Après avoir neutralisé les hommes d'Abram, Wick épargne Abram et conclut un pacte de paix avant de retourner chez lui. À peine rentré et après avoir confié sa voiture à Aurelio pour la réparer, John reçoit la visite de Santino D'Antonio, un seigneur du crime italien, venu pour qu'il s'acquitte d'une dette qui lui a permis de se retirer et d'épouser Helen, en lui présentant un Marqueur, sorte de contrat symbolisé par un médaillon marqué par un serment de sang. Wick décline ce service, prétextant qu'il est retraité. En représailles, Santino détruit sa maison au lance-grenades. Wick réussit à s'échapper avec son chien qu'il va laisser à l'hôtel Continental.
Winston, le propriétaire du Continental, rappelle à John qu'il enfreint l'une des règles du milieu s'il n'honore pas ce contrat. Wick accepte le contrat et rencontre Santino, qui lui annonce qu'il doit exécuter sa sœur, Gianna, afin d'obtenir son siège à un conseil de hauts dignitaires du crime. Pour cette mission, Wick sera suivi par Ares, garde du corps de Santino, qui garde un œil sur les faits et gestes de l'ex-assassin. À Rome, Wick se rend à la fête organisée par Gianna et l'affronte. Face à une mort certaine, elle se suicide avant que John ne lui mette une balle dans la tête. Toutefois, il est repéré par Cassian, garde du corps de Gianna, qui comprend qu'il a tué sa patronne. En voulant s'échapper dans les catacombes, il est attaqué par les hommes de Cassian et par Ares. Après avoir tué la plupart d'entre eux, sauf Ares qui fuit, Wick affronte Cassian dans un combat brutal qui se finit à la réception du Continental de Rome, où Wick s'est temporairement installé, et cesse les hostilités en raison des règles de l’établissement. Wick et Cassian partagent à contrecœur un verre au bar et le second jure de venger Gianna.
Alors que Wick est de retour à New York, Santino met un contrat de sept millions de dollars sur la tête du tueur. Wick affronte plusieurs tueurs et les neutralise avant d'être confronté à Cassian dans un nouveau combat qui se termine dans le métro au cours duquel Wick blesse sérieusement son adversaire au couteau, mais le laisse vivre par respect professionnel. Également blessé, Wick demande l'aide au Bowery King, seigneur du crime du monde souterrain. Soigné par ses hommes, Wick obtient du Bowery King une arme avec sept cartouches représentant symboliquement les sept millions du contrat et en l'emmenant à l'endroit où se trouve Santino. Wick élimine les hommes de ce dernier et neutralise Ares après un combat intense. Santino, qui est parvenu à s'échapper, se réfugie au Continental, où il veut se réfugier indéfiniment pour lui échapper. En dépit de l'avertissement de Winston, Wick tue Santino dans le restaurant de l'hôtel.
Après avoir récupéré son chien et s'être rendu dans les décombres de sa maison pour récupérer la chaîne de sa défunte épouse, Wick rencontre Winston à Central Park, qui lui apprend que le conseil de hauts dignitaires du crime a doublé l'offre pour l'abattre et qu'elle est valable à travers le monde. Winston décide d'excommunier Wick, lui faisant perdre tout accès et tous privilèges aux ressources du milieu, mais lui laisse une longueur d'avance en retardant d'une heure son excommunication. Avant de fuir, Wick prévient Winston qu'il va tuer tous ceux qui le suivent. Conscient que n'importe qui autour de lui est désormais un tueur potentiel, Wick fuit avec son chien.

### John Wick Parabellum(2019)
Moins d'une heure avant d'être excommunié, John tente de quitter Manhattan avant que sa tête, mise à prix pour 14 millions de dollars, ne soit convoitée par tous les tueurs de la planète. En fuite, il se réfugie à la bibliothèque municipale de New York afin de récupérer un chapelet orthodoxe et un médaillon portant une marque, cachés dans un livre. Après avoir affronté plusieurs assassins, il se rend dans un théâtre que tient la Directrice, qui accepte de l'aider à fuir vers Casablanca après avoir reçu de lui le chapelet et l'avoir fait marquer au fer rouge afin d'indiquer qu'il a utilisé tous ses privilèges.
À Casablanca, Wick retrouve Sofia, une ancienne amie devenue à présent directrice du Continental de la ville. Le tueur traqué présente la marque du médaillon rappelant qu'elle lui est liée par une dette ; il lui demande de le présenter à Berrada, ancien directeur du Continental et supérieur de Sofia, afin "de lui demander un conseil". Sofia le mène à Berrada, son ancien maître. Wick demande à l'homme une entrevue avec le Grand Maître, haut membre qui préside à la Grande Table, afin de réintégrer l'organisation et annuler le contrat posé sur sa tête. Berrada dit à Wick qu'il peut trouver le Grand Maître en errant dans le désert jusqu'à ce qu'il ne puisse plus marcher. La situation dégénère cependant lorsque Berrada tire sur un des chiens de Sofia, qui est protégé par un gilet pare-balles, et en représailles, Sofia tire sur Berrada puis le duo se fraye un chemin hors de la casbah et s'enfuit dans le désert. Sofia, ayant payé sa dette, laisse John dans le désert ; il erre jusqu'à s'effondrer d'épuisement. Il est néanmoins retrouvé par les hommes du Grand Maître. John explique alors à ce dernier la raison d'être de ses actions, affirmant qu'il veut désespérément vivre pour garder le souvenir de l'amour qu'il partageait autrefois avec sa femme. Le Grand Maître accorde son pardon à John, mais seulement s'il assassine Winston et continue de travailler pour la Grande Table jusqu'à sa mort. En gage de dévouement, John coupe son annulaire et offre son alliance au Maître qui l'accepte.
Pendant ce temps, une adjudicatrice de la Grande Table recrute l'assassin Zero et ses disciples pour faire respecter la volonté de la Grande Table et John, de retour à New York, se retrouve poursuivi par les tueurs, mais il s'échappe vers le Continental pour y trouver refuge. Zero tente de tuer John mais est arrêté dans son geste alors qu’il arrive au Continental de New York, avec la menace d’être frappé d'excommunication. Zero se révèle être un véritable admirateur et fan de John Wick. Ce dernier rencontre Winston qui l'encourage à ne pas mourir en assassin mais en homme aimant et aimé de sa femme.
L'adjudicatrice arrive mais Winston refuse de quitter son bureau et John refuse de tuer Winston. En conséquence, elle révoque le statut de neutralité du Continental de New York, en avise Zero et ses élèves puis envoie deux bus remplis d'hommes de mains de la Grande Table disposant de tenues tactiques blindées. Avec l'aide du concierge de l'hôtel, Charon, John défend le Continental des assaillants. Au départ, les forces de sécurité blindées éliminent facilement la plupart des gardes du Continental mais par la suite, John et Charon parviennent à les exterminer avec des fusils à cartouches perforantes. John wick est pourtant pris en embuscade par Zero et ses sbires mais il parvient à tuer tous ses hommes sauf deux, avant de blesser mortellement Zero lui-même.
L'adjudicatrice entame des pourparlers avec Winston, qui compare le déclenchement de la rébellion à une « démonstration de force » et fait pénitence pour être réintégré par la Table. Lorsque John arrive et que l'adjudicatrice le déclare être une menace pour la négociation, Winston tire sur lui à plusieurs reprises et le fait tomber du toit du Continental ; cet acte lui vaut d'être autorisé par l'adjudicatrice à reprendre ses activités et à récupérer son statut; mais en sortant de l'hôtel, celle-ci s'aperçoit que le corps de John a disparu. Elle en informe Winston et lui déclare que l'homme reste toujours une menace pour eux deux. Pendant ce temps, un John blessé mais vivant est amené au Bowery King, fortement marqué par les blessures qui lui ont été infligées pour avoir favorisé la fuite de Wick. Animé de colère contre la Grande Table, il se prépare à partir en guerre contre ses membres et demande à John son aide, ce qu'il accepte.

### John Wick: Chapitre 4(2023)
Après s'être entrainé aux côtés du Bowery King, John est préparé à en finir avec la Grande Table. 
John Wick recherche le Grand Maître, qui lui signale, qu'une fois mort, il sera inévitablement remplacé. John Wick le tue et fuit à Osaka trouver asile auprès de l'hôtel Continental de Shimazu. En représailles, l'hôtel Continental de New-York est désacralisé et détruit par le marquis de Gramont, qui assassine Charon, le concierge de Winston.
Caine, un vieil ami de John, est engagé pour tuer Wick. Caine est accompagné des hommes du marquis de Gramont lorsqu'il se rend chez Shimazu. Un traqueur se trouve sur place et attend que la récompense pour John Wick augmente avant d'en finir avec lui. Shimazu meurt des mains de Caine, laissant sa fille, Akira, seule. John Wick parvient à sortir du Continental d'Osaka et est rejoint par Akira.
John et Winston se retrouvent et parviennent à trouver une ultime solution : provoquer en duel le marquis de Gramont d'après d'anciennes règles de la Table, ce qui libèrerait John de ses obligations de la Grande Table. Le problème étant que John doit le défier par l’intermédiaire de sa « famille ». Il se rend donc à Berlin pour réintégrer la Ruska Roma : il tue à cette fin Killa (interprété par Scott Atkins), ennemi de cette famille.
Ainsi, le duel entre le marquis de Gramont et John s'officialise et une date est fixée : à Paris, devant le Sacré-Cœur, au lever du Soleil. Rejoignant difficilement le lieu du duel après une traversée sanglante de Paris, Wick affronte Caine qui le blesse grièvement, puis tue le marquis lui-même avant de s'effondrer, apparemment mort.

## Description

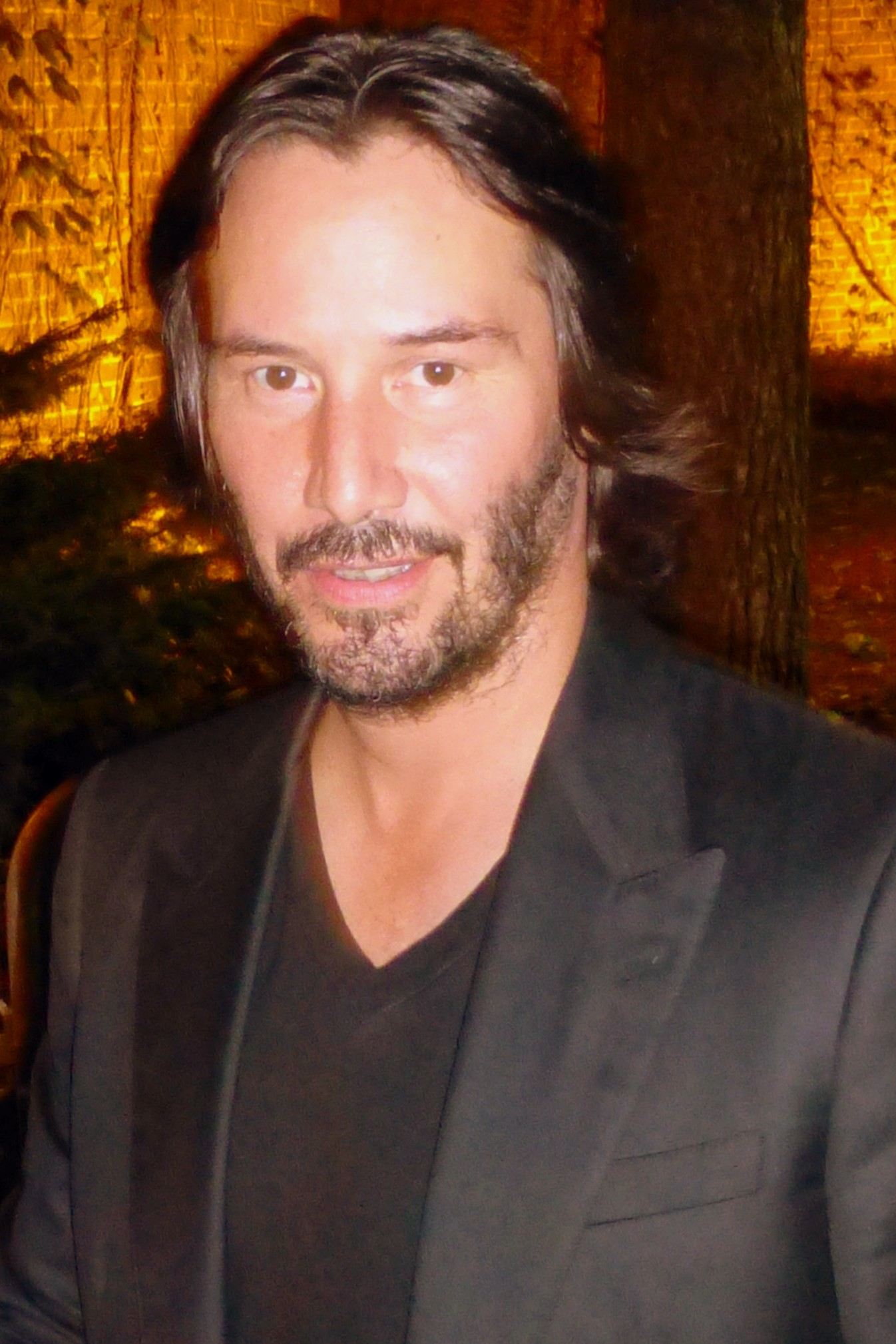
Keanu Reeves qui interprète le héros de la saga.

Wick est expert en arts-martiaux, en maniement des armes et des explosifs, il maîtrise également plusieurs langues, dont la langue des signes. Le personnage et la franchise ont été décrits comme un « personnage central de Croque-mitaine qui ne peut pas être tué » et un « équivalent moderne et orienté vers l'action des franchises d'horreur des années 80 ». John Wick comptabiliserait 439 victimes dans les quatre films, dépassant celui des personnages Jason Voorhees et Michael Myers combinés.
La croisade violente contre un seul homme de Wick a été décrite comme un cas extrême de vengeance au travail,.

### Caractéristiques visuelles
John Wick est reconnaissable à sa tenue, toujours en complet-veston, le plus souvent composé d'une veste noire, d'une chemise blanche (parfois noire) et d'une cravate noire. Il possède un tatouage en inscription latine dans le dos : Fortis Fortuna Adiuvat (« La fortune sourit aux audacieux ») qui est la devise du 3ème régiment de Marines des États-Unis.

## Accueil
Depuis la création de la franchise, le personnage de John Wick et son développement dans les différentes suites  ont été vus comme une relance de la carrière de Keanu Reeves. Les films ont eu un grand succès et l'interprétation du personnage par Reeves a été saluée.